# Grury
Grury is een gemeente in het Franse departement Saône-et-Loire (regio Bourgogne-Franche-Comté) en telt 577 inwoners (2005). De plaats maakt deel uit van het arrondissement Autun.

## Geografie
De oppervlakte van Grury bedraagt 45,3 km², de bevolkingsdichtheid is 12,7 inwoners per km².
De onderstaande kaart toont de ligging van Grury met de belangrijkste infrastructuur en aangrenzende gemeenten.

## Demografie
Onderstaande figuur toont het verloop van het inwonertal (bron: INSEE-tellingen).